# 北川謙二 (單曲)
《北川謙二》（日语：北川謙二）是日本組合NMB48的第6張單曲。2012年11月7日由laugh out loud! records發售。

## 概要
新曲的廣告標語為「拜託歌名好好取一下吧，明明是首好歌……」（タイトルさえちゃんとしてたら、いい曲なのに…）。
與前作《Virginity》相隔約3個月發售的單曲。
與前作同樣，分為通常盤Type-A、通常盤Type-B、通常盤Type-C、chara-ani限定發售的劇場盤4種形式發售，Type-A・Type-B・Type-C各有3首曲不同。
2012年9月24日，在富士電視台的音樂節目HEY!HEY!HEY!MUSIC CHAMP4小時SP當中披露，Team N隊長山本彩站中心位置，與進入選拔的其他15人共同演出。

## 排名成績
發售前日（集計初日）的2012年11月6日Oricon公信榜推定銷量記錄数約26.0万枚，獲得初登場第1位。
發售首週的2012年11月19日Oricon週榜單曲排名獲得初登場第1位記錄，初動銷量約31.7万枚。NMB48的單曲獲得第1位是繼前作「Virginity」開始連續第2作・通算第5作。NMB48從出道通算5作獲得第1位期間相約1年4個月，女性團體粉紅淑女（約1年4個月）後史上第2個以最快速度獲得第1位。。

## 收錄曲

### Type-A
封面：小笠原茉由、岸野里香、小谷里歩、山本彩、谷川愛梨、吉田朱里、薮下柊、横山由依
封底：「白組」成员12名
CD
1. 北川謙二（北川謙二）
（作詞：秋元康、作曲：田中俊亮、編曲：野中“まさ”雄一）
「北川謙二」是真實人物的名字，擔任AKB48攝影相關職務，歌詞中是令人忌妒的前男友角色。[9]
  - ROUND1（日语：ラウンドワン）「ROUND1 × NMB48」「乐队篇」「团体篇」「巴士篇」「反应篇」CM曲
  - 关西电视台「docking48」片尾曲（2012年10月16日 - ）
  - MBS电视台「女子宣言! アゲぽよTV（日语：女の子宣言! アゲぽよTV）」11月片尾曲
2. In-goal（インゴール）
（作詞：秋元康、作曲：KASUMI・鈴木まなか、編曲：野中“まさ”雄一）
作曲者鈴木まなか（日语：鈴木まなか）是横山由依在学校的后辈，也是元AKB48成员光宗薫在学校同年级的学生[10]。
  - MBS・TBS系「KOBELCO Sports Special 第92回全国高校橄榄球大会（日语：第92回全国高等学校ラグビーフットボール大会）」主题曲[11]
3. 星空的商队 - 白組（星空のキャラバン）
（作詞：秋元康、作曲・編曲：渡邊淳）
4. 北川謙二 off vocal ver.
5. In-goal off vocal ver.
6. 星空的商队 off vocal ver.

DVD
1. 北川謙二（PV）
2. 星空的商队（PV）
3. 特典映像「水泳大会」（前編）

特典
1. 交换卡
2. 全国握手会参加券

### Type-B
封面：門脇佳奈子、上西惠、白間美瑠、福本愛菜、山田菜菜、矢倉楓子、渡邊美優紀、加藤夕夏
封底：「紅組」成员12名
CD
1. 北川謙二
2. In-goal
3. 恋愛被害届 - 紅組
（作詞：秋元康、作曲：本田光史郎、編曲：佐々木裕）
  - Feather安全剃刀（日语：フェザー安全剃刀）「NMB48×Feather SamraiEdge」「武士边 殺陣篇」CM曲[注 1]
4. 北川謙二 off vocal ver.
5. In-goal off vocal ver.
6. 恋愛被害届 off vocal ver.

DVD
1. 北川謙二（PV）
2. 恋愛被害届（PV）
3. 特典映像「第二回NMB48水泳大会（後編）」

特典
1. 交换卡
2. 全国握手会参加券

### Type-C
封面：小笠原茉由、福本愛菜、山田菜菜、山本彩、吉田朱里、渡邊美優紀、矢倉楓子、横山由依
封底：矢倉楓子、松田栞、薮下柊、加藤夕夏、與儀凯拉、山本瞳、山岸奈津美、久代梨奈
CD
1. 北川謙二
2. In-goal
3. 冬将軍的后悔 - 難波鉄砲隊其之弐（冬将軍のリグレット）
（作詞：秋元康、作曲：宮島律子、編曲：増田武史）
4. 北川謙二 off vocal ver.
5. In-goal off vocal ver.
6. 冬将軍的后悔 off vocal ver.

DVD
1. 北川謙二（PV）
2. 北川謙二（PV　Dancing Version）
3. 冬将軍的后悔（PV）
4. NMB48 feat.吉本新喜劇 Vol.5
5. 北川謙二Making

特典
1. 交换卡
2. 全国握手会参加券

### 劇場盤
封面：山田菜菜、山本彩、渡邊美優紀、矢倉楓子、薮下柊、横山由依
CD
1. 北川謙二
2. 星空的商队 - 白組
3. 恋愛被害届 - 紅組
4. 睡着之前没有羊出现（眠くなるまで羊は来ない）
（作詞：秋元康、作曲：Disuke、編曲：佐佐木裕）
5. 北川謙二 off vocal ver.
6. 星空的商队 off vocal ver.
7. 恋愛被害届 off vocal ver.
8. 睡着之前没有羊出现 off vocal ver.

特典
- 個別握手会参加券

## 選拔成員
所屬Team是發售時情況

### 北川謙二
本曲由秋元康作詞、田中俊亮作曲、野中「MASA」雄一編曲。評論認為本曲與前作《Virginity》在曲風上出現很大轉變，雖然仍然有很重偶像味道，但是成員的歌聲都顯得高興而開朗，歌曲與音樂影片都很有趣。此曲名義上是以山本彩作為中心位置成員，但實際上MV中的舞蹈隊形大都採以山本與渡邊美優紀為核心的對稱編組方式進行。
- Team N：小笠原茉由、門脇佳奈子、岸野里香、小谷里步、上西惠、白間美瑠、福本愛菜、山田菜菜、山本彩、吉田朱里、渡辺美優紀
- Team M：谷川愛梨、矢倉楓子
- Team BII：加藤夕夏、薮下柊
- 隊伍未定：橫山由依
橫山首次以NMB48的名義初次進入選拔。矢倉從《海岸邊最可愛的女孩！》以來相隔半年後復歸，而前作進入選拔的木下春奈則在選拔外。

### In-goal
（中心：山本彩）
- Team N：小笠原茉由、門脇佳奈子、岸野里香、上西恵、松田栞[注 2]、山本彩、吉田朱里、渡辺美優紀
- Team M：沖田彩華、小柳有沙、谷川愛梨、村瀬紗英、矢倉楓子、山岸奈津美
- Team BII：上枝恵美加、小林莉加子

### 星空的商队
「白組」名義
（中心：山本彩）
- Team N：小笠原茉由、近藤里奈、山本彩、吉田朱里
- Team M：東由樹、沖田彩華、木下百花、高野祐衣
- Team BII：赤澤萌乃、山内翼
- 研究生: 林萌萌香
- 未定：橫山由依

### 戀愛被害屆
「紅組」名義
（中心：渡辺美優紀）
- Team N：木下春奈、福本愛菜、山口夕輝、山田菜菜、渡辺美優紀
- Team M：川上禮奈、島田玲奈、肥川彩愛、三田麻央、矢倉楓子
- Team BII：黑川葉月、室加奈子

### 冬將軍的遺憾
「難波鐵砲隊其之貳」名義
（中心：矢倉楓子）
- Team N：松田栞[注 3]
- Team M：矢倉楓子、山岸奈津美、山本瞳、與儀凱拉
- Team BII：加藤夕夏、久代梨奈、藪下柊
前作參加的小谷里步、村上文香未進入，肥川彩愛往紅組移動，而由山岸、久代、山本瞳初次參加。

### 睡着之前没有羊出现
（中心：篠原栞那）
- Team N：篠原栞那
- Team M：太田里織菜[注 2]、村上文香
- Team BII：石塚朱莉、井尻晏菜、植田碧麗、梅原真子、太田夢莉、日下このみ、河野早紀
- 研究生：石田優美、鵜野みずき、古賀成美、佐藤天彩、杉本香乃、高山梨子、東郷青空[注 4]、中川紘美、西澤瑠莉奈、久田莉子、三浦亞莉沙
該曲選拔成員為「In-goal選拔」、「白組」、「紅組」、「難波鐵砲隊其之武」皆未進入的NMB48成員所組成。

## 外部連結
- NMB48 - ディスコグラフィ（页面存档备份，存于）
- YouTube上的【MV】北川謙二 NMB48[公式](Full ver.)
- YouTube上的【MV】星空的商队(白組)/ NMB48[公式](FULL ver.)
- YouTube上的【MV】恋爱被害届(紅組)/ NMB48[公式](FULL ver.)
- YouTube上的【MV】冬将军的遗憾(難波鉄砲隊弐)/ NMB48[公式](FULL ver.)